# 八幡通り (高松市)

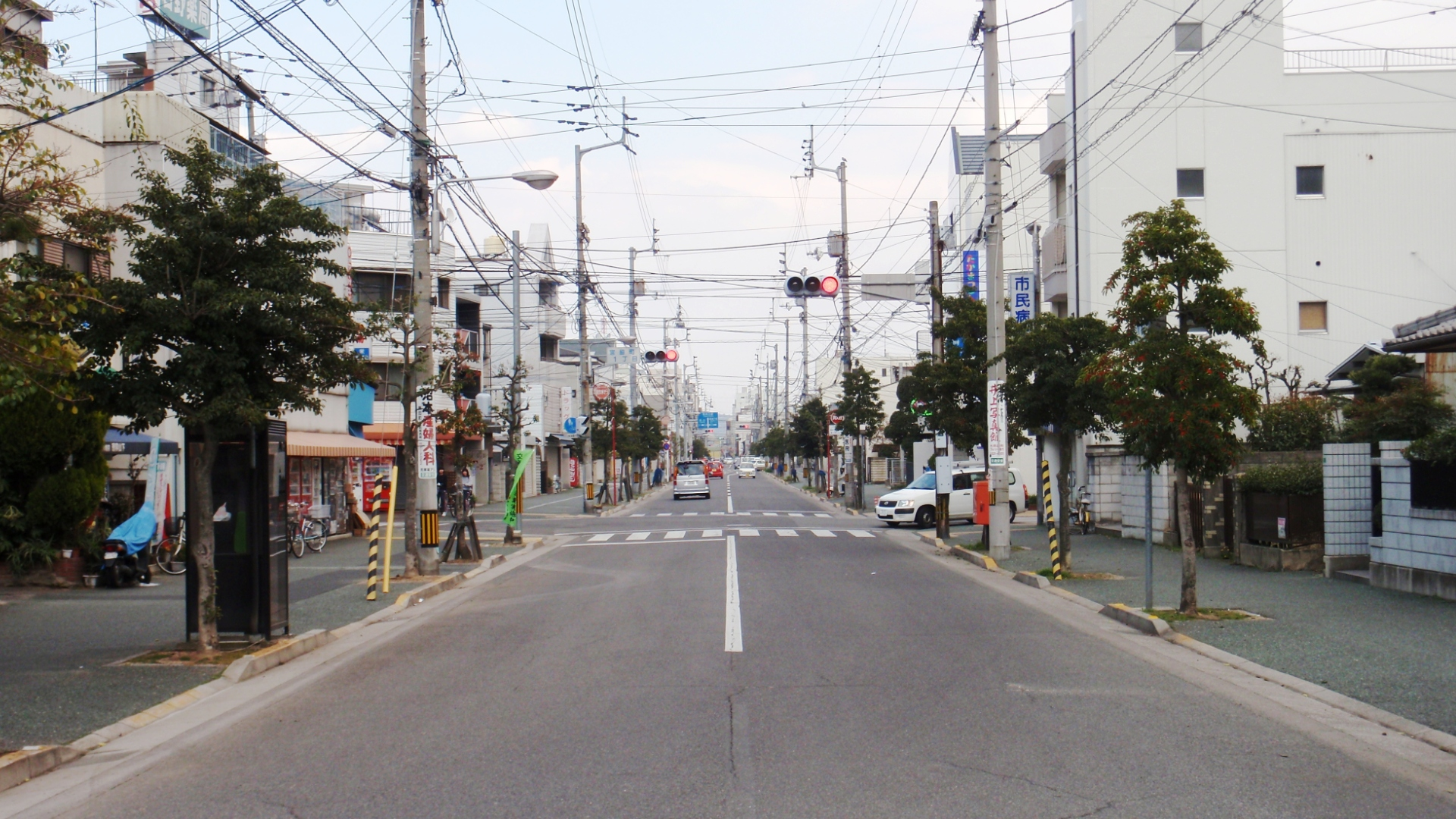
石清尾八幡宮前から

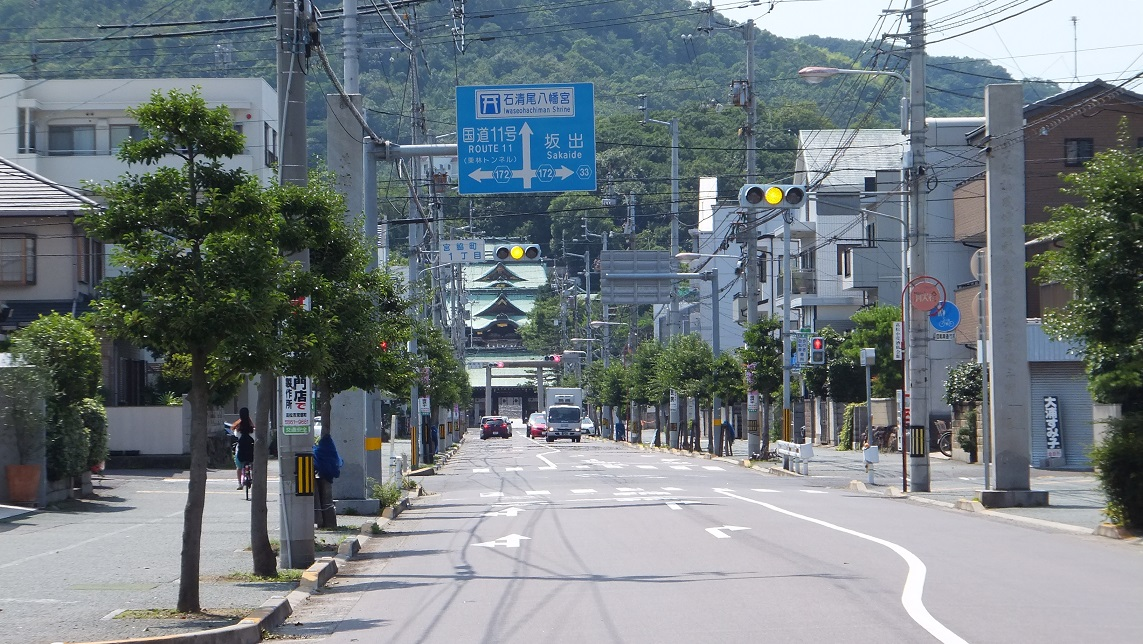
香川県道172号との交点付近。奥が石清尾八幡宮。かつてこの場所に八幡宮の鳥居があった。

八幡通り（はちまんどおり）は、香川県高松市の石清尾八幡宮前から旅籠町交差点に至る全長約1kmにおける高松市道馬場田町線の愛称である。
由来は石清尾八幡宮の参詣道としての歴史によるもので、1988年1月28日に制定された。

## 概要
- 江戸時代以降に高松城とその城下町の氏神である石清尾八幡宮の参詣道として整備された道である。八幡宮の参道からそのまま直線的に伸びる通りであり、石清尾八幡宮の市立祭（5月2日・3日）と例大祭（10月第3土曜日・日曜日）の時には露店が立ち並び、歩行者天国となって多くの市民で賑わう。
- 八幡宮からお旅所（亀岡公園付近）まではかつて馬場があり、その名残で現在もこの区間は以東に比べると道路の幅員が広くなっている。

## 路線データ
- 起点：香川県高松市宮脇町一丁目・石清尾八幡宮前
- 終点：香川県高松市中央町・旅籠町交差点
- 総延長：1km
- 幅員：11m
- 車線数：2車線
- 最高速度：40km/h

## 都市計画道路指定
都市計画道路馬場田町線は、当道路が属する市道馬場田町線の全線からなる。1946年6月5日、戦災復興院告示第39号により指定。車線数・名称などを除く最終決定日は1979年1月9日。最終告示は、2004年5月17日の高松市告示第325号。
都市計画道路馬場田町線
- 指定部分：全線
- 路線番号：3・6・136
- 指定日：1946年6月5日

## 沿線施設
- 石清尾八幡宮
- 高松北警察署宮脇駐在所
- 英明高等学校
- 高松八本松郵便局
- 亀岡公園
- 東横イン高松中新町

## 重複区間
なし

## 通過する自治体
- 香川県高松市

## 交差・接続している道路
| 接続する道路 南← ＜八幡通り＞ →北                           | 接続する道路 南← ＜八幡通り＞ →北                           | 交差点       | 交差点 |
| ----------------------------------------------------------- | ----------------------------------------------------------- | ------------ | ------ |
| ↑石清尾八幡宮参道                                           |                                                             |              |        |
| 市道浜ノ町宮脇線                                            | 市道浜ノ町宮脇線                                            | 石清尾八幡前 | 高松市 |
| 県道172号川東高松線                                         | 県道172号川東高松線                                         | 八幡通り     | 高松市 |
| -                                                           | 市道錦町亀岡線                                              |              | 高松市 |
| 県道173号高松停車場栗林公園線                               |                                                             |              | 高松市 |
| ＜中央通り＞ 国道11号（国道32号・国道193号・国道492号重複） | ＜中央通り＞ 国道11号（国道32号・国道193号・国道492号重複） | 旅籠町       | 高松市 |
| ↓市道馬場田町線 （藤塚町方面）                              |                                                             |              |        |